# Basses d'en Coll
Les basses d'en Coll són un sistema de dues basses que constitueixen la desembocadura del rec del Molí, on hi van a 
parar les aigües dels arrossars de Pals. Es troben localitzades al municipi de Pals i ocupen unes 50 hectàrees de superfície. Formen part de la reserva natural parcial dels Aiguamolls del Baix Ter o Baix Empordà, dins del Parc Natural del Montgrí, les Illes Medes i el Baix Ter.
Hi ha un recorregut per fer en bicicleta o a peu i un observatori d'aus. La vegetació de la zona està constituïda per retalls de salzeda i omeda, esbarzers, canyars i canyissars. S'hi troben també dunes mòbils secundàries (dunes blanques) amb borró (Ammophila arenaria); dunes estabilitzades amb comunitats de Crucianellion maritimae i herbassars submergits. La zona és un punt important de cria d'ocells com el martinet menut (Ixobrychus minutus), d'amfibis, invertebrats, etc. Cal destacar-ne, per exemple, la població de tortuguetes (Triops cancriformis).
L'estat de conservació de la zona no és del tot òptim i l'espai està molt per sota de les seves possibilitats ecològiques, 
especialment pel que fa a la fauna nidificant i migradora o hivernal. La conversió en arrossars de gran part de la zona humida s'ha fet, en part, en detriment dels sistemes naturals. Paral·lelament, la utilització de fitosanitaris i fertilitzants ha significat una important alteració de les característiques químiques i biològiques de les aigües, amb la consegüent afectació a la població de macròfits, etc. A part dels impactes produïts per les activitats agrícoles, cal fer esment de la pressió turística (l'espai es localitza entre dos càmpings) i la pressió cinegètica.